# ヘラチョウザメ
ヘラチョウザメ（学名：Polyodon spathula）は、チョウザメ目ヘラチョウザメ科ヘラチョウザメ属に分類される魚の一種。ヘラチョウザメ科唯一の現生種で、同科のハシナガチョウザメは現代まで生き残っていたが、2003年以降発見されておらず、絶滅が認められた。ヘラチョウザメ科はチョウザメ科と共にチョウザメ目を構成する。条鰭類では最も原始的な現生分類群の一つで、ヘラチョウザメ科は白亜紀前期の1億2500万年前から、ヘラチョウザメ属は暁新世初期の6500万年前から化石記録がある。骨格は殆どが軟骨で、体長の3分の1近くに及ぶへら状の吻を持つ。皮膚は鱗が無く、滑らかである。尾鰭の形がサメに似ているため名前に「サメ」と付くが、サメは軟骨魚綱でチョウザメ目は硬骨魚綱であり、近縁では無い。頭部にある数万の受容体で動物プランクトンの群れを探し、濾過摂食を行う。
ミシシッピ川流域に分布しており、1900 年代初頭まではミシシッピ川流域および隣接する流域全体の大河川、網状流路、止水域、三日月湖に一般的に生息していた。分布域は五大湖にまで広がっており、1917年頃まではカナダのヒューロン湖とヘレン湖にも分布していた。本種の個体数は乱獲、生息地の破壊、汚染により劇的に減少した。本種の卵であるキャビアの密漁も減少の一因となっており、キャビアの高い需要が存在する限り、密漁が続く可能性がある。本種の自然個体群はニューヨーク州、メリーランド州、バージニア州、ペンシルベニア州など、周辺地域の殆どから絶滅した。ペンシルベニア州西部のアレゲニー川、モノンガヒラ川、オハイオ川水系に再導入されている。現在の生息域はミシシッピ川とミズーリ川の支流、モービル湾流域にまで縮小している。現在米国の22の州に生息しており、州法、連邦法、国際法によって保護されている。

## 分類と進化

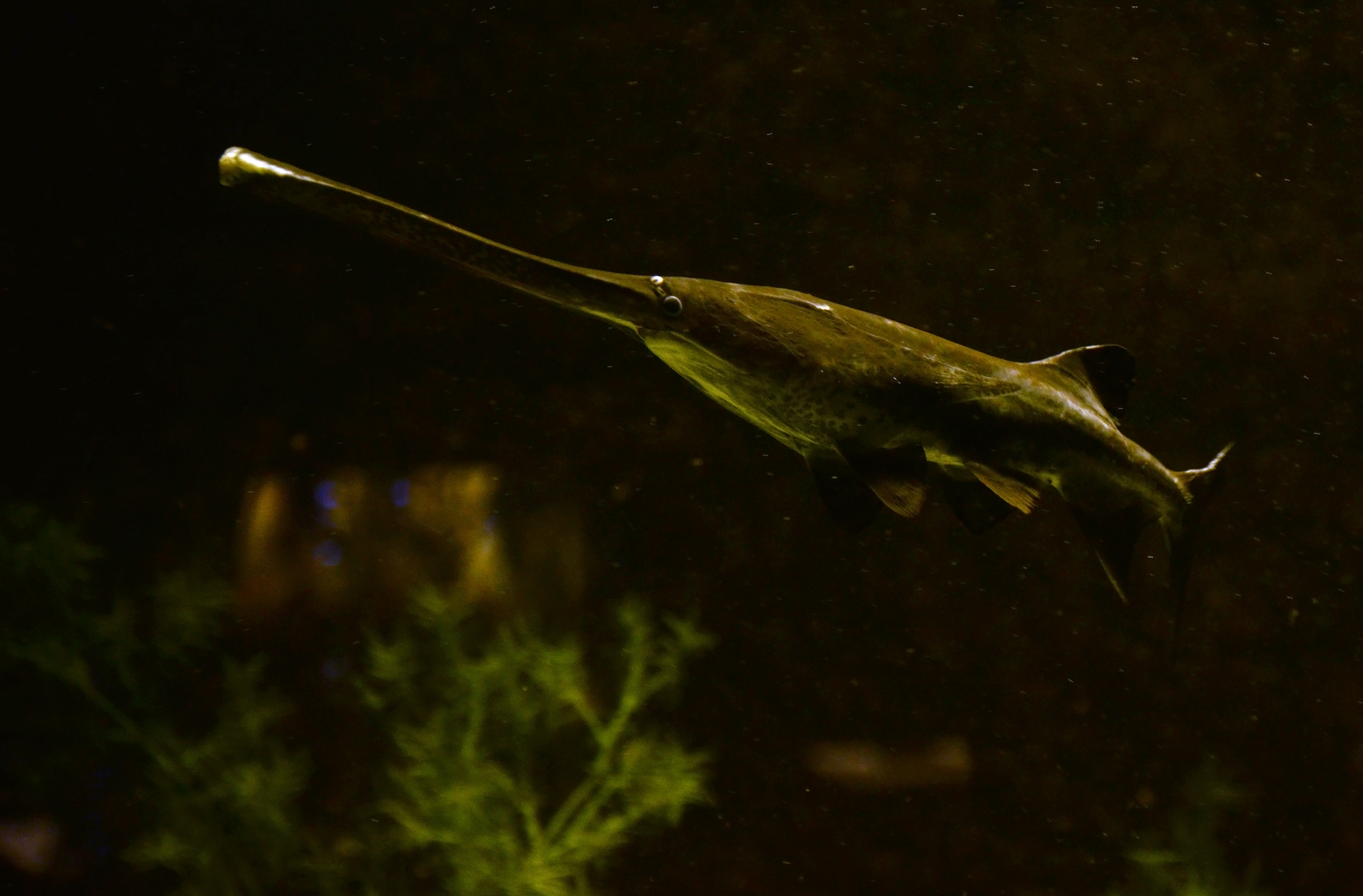
水族館の飼育個体

フランスの博物学者であるベルナール・ジェルマン・ド・ラセペードは、1797年にヘラチョウザメ属を設立し、本種はヘラチョウザメ属で唯一の現生種である。ラセペードは、本種がサメの一種であると示唆したピエール・ジョゼフ・ボナテールの『Tableau encyclopédique et méthodique des trois regnes de la nature』(1788)の記述に反対した。ラセペードは本種をPolydon feuilleとして記載したが、1792年に分類学者のJohann Julius Walbaumによって既にSqualus spathulaとして記載されていた。従って本種の種小名はspathula (Walbaum, 1792)である。しかし属名の Squalus は既にツノザメ科に使用されていたため、ラセペードの設立した Polyodon が有効である。従って本種の正式な学名は「Polyodon spathula (Walbaum, 1792)」である。
本種はヘラチョウザメ科の唯一の現生種である。ヘラチョウザメ科はチョウザメ科の姉妹群であり、DNA解析によるとそれらの共通祖先はおよそ1億4,000万年前に存在していた。ヘラチョウザメ科とチョウザメ科でチョウザメ目を構成する。ヘラチョウザメ科には白亜紀前期、1億2,500万年前の化石記録がある。本種は化石種から殆ど形態が変化していない為、生きた化石と呼ばれる。骨格は主に軟骨で構成され、サメの尾鰭に似た異尾だが、サメと近縁では無い。
ヘラチョウザメ科は6種が知られており、北アメリカ西部から化石種が3種、中国から化石種が1種、2010年以前に絶滅した中国のハシナガチョウザメ、アメリカから本種が知られている。DNA解析によると、中国の種とアメリカの種が分化したのは約6,800 万年前である。ヘラチョウザメ属の最古の化石は、モンタナ州の暁新世の地層から出土したP. tuberculataで、約6,500 万年前のものであった。細長い吻はヘラチョウザメ科の形態的特徴だが、顎、鰓弓、頭蓋など濾過摂食に適応した特徴を持つのはヘラチョウザメ属のみである。本種の鰓耙は櫛状の繊維で構成されており、属名のPolyodon（ギリシア語で「多くの歯」を意味する）の語源となったと考えられている。成魚には歯が無いが、幼魚には1 mm未満の小さな歯が多数ある。種小名は細長いへら状の吻を意味する。 ハシナガチョウザメや他の化石種と比較して、本種とその近縁種である化石種P. tuberculataは形態的に特殊であり、より派生した一群と考えられている。
ハシナガチョウザメは遊泳力が高く、より大型であり、濾過摂食の本種と異なり小魚や甲殻類を捕食していた。ハシナガチョウザメは吻がより細く、口が突き出ており、鰓耙は本種より少なく厚かった。

## 形態

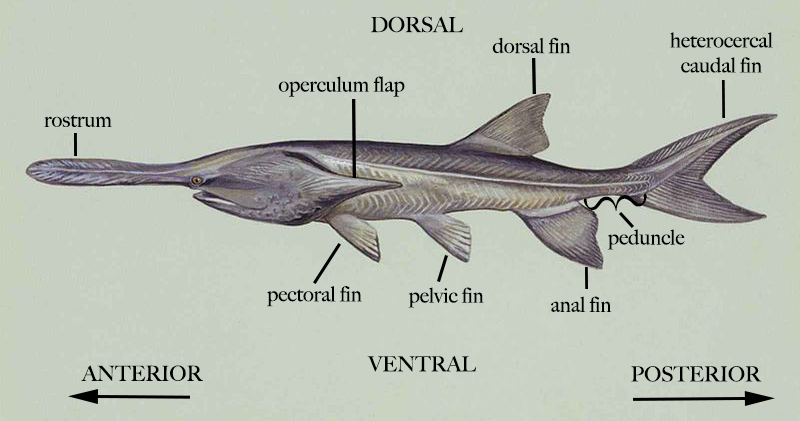
本種の形態

北米では最も大きく、最も寿命の長い淡水魚の一つである。体はサメに似ており、平均体長は1.5メートル、体重は27キロで、30年以上生きることもある。しかし殆どの場合平均年齢は5 - 8 歳、最高年齢は 14 - 18 歳に過ぎない。本種の年齢は歯骨の分析によって判断され、木の年輪と同じような方法で分析される。研究によると、寿命は個体によっては60年を超え、一般に雌の方が雄よりも寿命は長く、大きく成長する。
皮膚は鱗が無く滑らかで、骨格はほぼ全体が軟骨である。目は小さく、横を向いている。鰓蓋は大きく先細りで、口は大きく、吻は平らなへら状で、長さは体長の3分の1程。胚にはへら状の吻が存在せず、孵化後に発生が始まる。吻は頭蓋骨の延長である。尾鰭は長い異尾である。体色は背側が青みがかった灰色から黒色で、腹側につれて白っぽくなり、斑模様が入ることもある。

## 生理学
本種が記載された後に、その特徴的な吻の機能について議論が行われた。かつては底を掘削して餌を掘り出す役割や、泳ぐ際にバランスを保つ役割などがあると推測されていた。1993年に行われた電子顕微鏡を用いた実験により、本種の吻は数万の感覚受容体で覆われていることが証明された。これらの受容体はサメやエイの持つロレンチーニ器官に形態的に類似しており、本種が餌であるプランクトンを探す際に用いている電気受容体である。受容体は頭部と鰓蓋にも存在する。中層を泳ぎ、主に動物プランクトンを捕食するが、水面の餌も捕食する。電気受容体は動物プランクトンの存在だけでなく、その付属器官の動きを知らせる弱い電場を検出することが出来る。動物プランクトンの群れを感知すると、口を大きく開けて前方に泳ぎ続け、水ごと吸い込んで鰓耙で獲物を濾し取る。更に、電気受容体は障害物を回避する為に、周りの環境を感知する働きを持つ可能性がある。
目は小さく横向きで、頭上の影や明るさの変化にはほとんど反応しない。このことから、視覚ではなく電気信号から周りの情報を得ている事が分かる。吻が損傷すると採餌能力が低下する可能性があるという報告もあるが、実験や野外調査から否定されている。吻と同様に頭頂部、鰓蓋の先端に至るまで感覚孔があるため、吻が損傷しても採餌し、健康を維持できることが分かっている。

## 生殖とライフサイクル

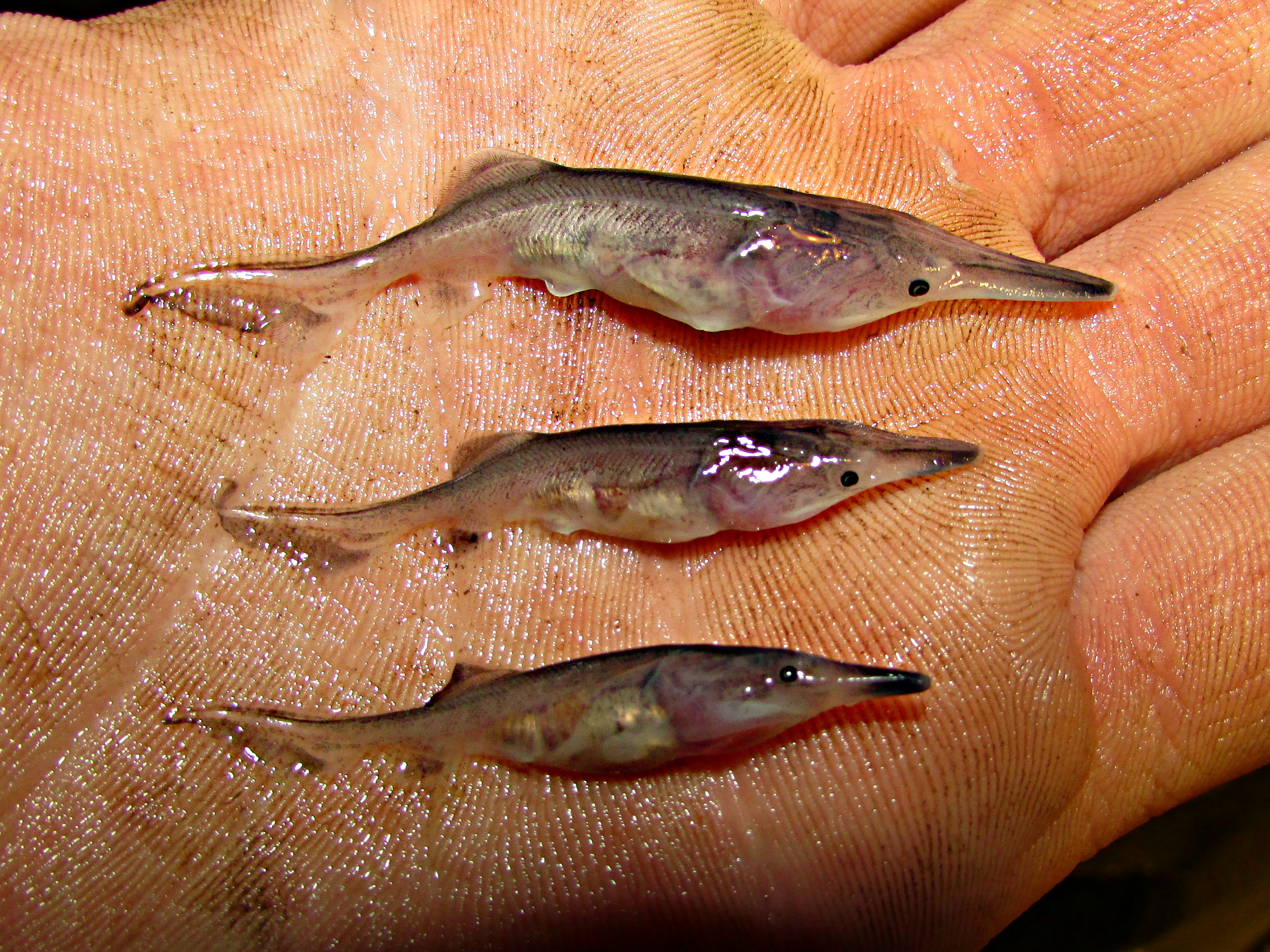
稚魚の成長

寿命は長く、性成熟も遅い。雌は7 - 10歳になるまで産卵を行わず、16 - 18歳まで行わない事もある。さらに毎年産卵するわけではなく、2 - 3年ごとに産卵する。雄はより頻繁に産卵し、通常7歳頃、遅くても9 - 10歳から産卵を行い、毎年または隔年で産卵する。
早春に産卵のため遡上を始めるが、晩秋に始まる事もある。春は雪解け水や降雨の影響で河川が増水しており、普段は水没していないか、非常に浅い砂利の上に産卵する。本種が産卵する際には、必要な条件が3つある。水温は13 - 16 °Cで、日照時間が適切であり、川が増水している必要がある。このような条件は4 - 5年に1度しか整わない為、産卵を行わない年が存在する。
雌が岩や砂利の上の水中に卵を放ち、同時に雄が精子を放つ体外受精を行う。卵は水中に放出されると粘着性を帯び、川底に付着する。孵化日数は水温によって異なるが、水温16℃であれば約7日で孵化する。孵化した稚魚は下流の流れの緩やかな場所に下り、そこで動物プランクトンを捕食する。
稚魚は泳ぎが下手なので捕食されやすく、そのため成長は非常に速い。稚魚は1週間に2.5 cmほど成長し、7月下旬までに体長13 - 15 cmに達する。成長速度は食料の豊富さに依存し、豊富な場所ほど速い。稚魚の摂食行動は成魚とは大きく異なり、プランクトンを1匹ずつ認識し捕食する。9月下旬までに体長は25 - 30 cmに達する。1年目以降は成長速度は遅くなる。食料の豊富さやその他の環境にもよるが、5歳までの成長率は平均して年間約5.1cmである。

## 分布と生息地

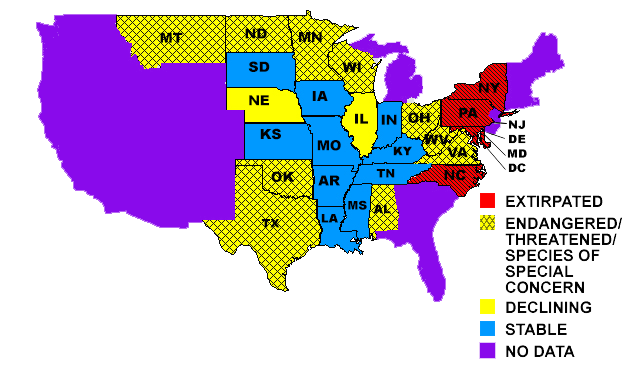
州ごとの生息状況

移動能力が高く、川での生活によく適応している。ミシシッピ川水系の大部分と、隣接する河川流域の大部分に分布している。支流、三日月湖、バイユー、ダムの下流など、水深があり流れの遅い場所を好む。河川水系内を3200km以上移動することが知られている。
ミシシッピ川流域の固有種で、北西部のミズーリ川とイエローストーン川から北東部のオハイオ川とアレゲニー川まで、ミシシッピ川の南側の源流から河口まで、南西のサンジャシント川から南東のトンビッグビー川とアラバマ川まで分布する。ニューヨーク州、メリーランド州、ペンシルベニア州、カナダのヒューロン湖やヘレン湖を含む五大湖周辺地域では絶滅した。1991年、ペンシルベニア州は、オハイオ川上流域とアレゲニー川下流域で個体群を復活するために、飼育下で孵化した個体の再導入プログラムを実施した。1998 年、ニューヨーク州はアレゲニー貯水池で放流プログラムを開始し、2006 年には比較的生息域の保全された場所で2 回目の放流を行った。その後ペンシルベニア州とニューヨーク州で成魚が刺し網で捕獲されたが、自然繁殖の証拠は無い。現在は米国の22州で発見されており、州法および連邦法によって保護されている。13州が本種を釣ることを許可している。

## 人との関わり

### 人工繁殖
本種の人工繁殖は1960年代初頭にミズーリ州で始まり、主にレクリエーション漁業の維持に焦点を当てていた。しかし肉や卵の需要が高まったことで、養殖技術はさらに発展した。人工繁殖には親魚が必要で、本種は性成熟が遅いため、最初は野生個体が使用される。産卵を促進するために、性腺刺激ホルモン放出ホルモンが注射される。産卵数は親魚の大きさによって異なり、70,000 - 300,000 個である。ほとんどの硬骨魚類とは異なり、チョウザメ目の輸卵管は卵巣に直接付着しておらず、背側から体腔に向かって開いている。胚の発生状況を判断するために、腹部を小さく切開し、いくつかの卵母細胞を抽出する。卵黄が固まるまで数分間水で煮てから、半分に切って核を露出させる。露出した核を顕微鏡で検査し、成熟段階を判断する。成熟が確認されたら、次の3つの方法のいずれかを用いて卵を取り出す。
- 手作業による剥離。時間と手間が掛かる。
- 帝王切開。腹部を10cm切り開き卵を取り出す。時間は手作業よりも短いが、親魚への負担が大きく、その後の生存率が低下する可能性がある。
- 低侵襲手術。最も迅速であり、親魚への負担も少ない。卵管の背側を若干切り開き、体腔から直接卵を取り出す[40][41]。

雄では成熟した精子の生成に成功すると精液が採取され、3 - 4日かけて大量の白子が放出される。注射器を取り付けた短いプラスチック管を雄の生殖器口に挿入し、注射器で軽く吸引して白子を採取する。採取した白子は卵に加える直前に水で希釈し、約1分間穏やかにかき混ぜて受精させる。受精卵は粘着性があるため、凝集を防ぐためには卵を処理する必要がある。通常5 - 12日で孵化する。

### 交雑

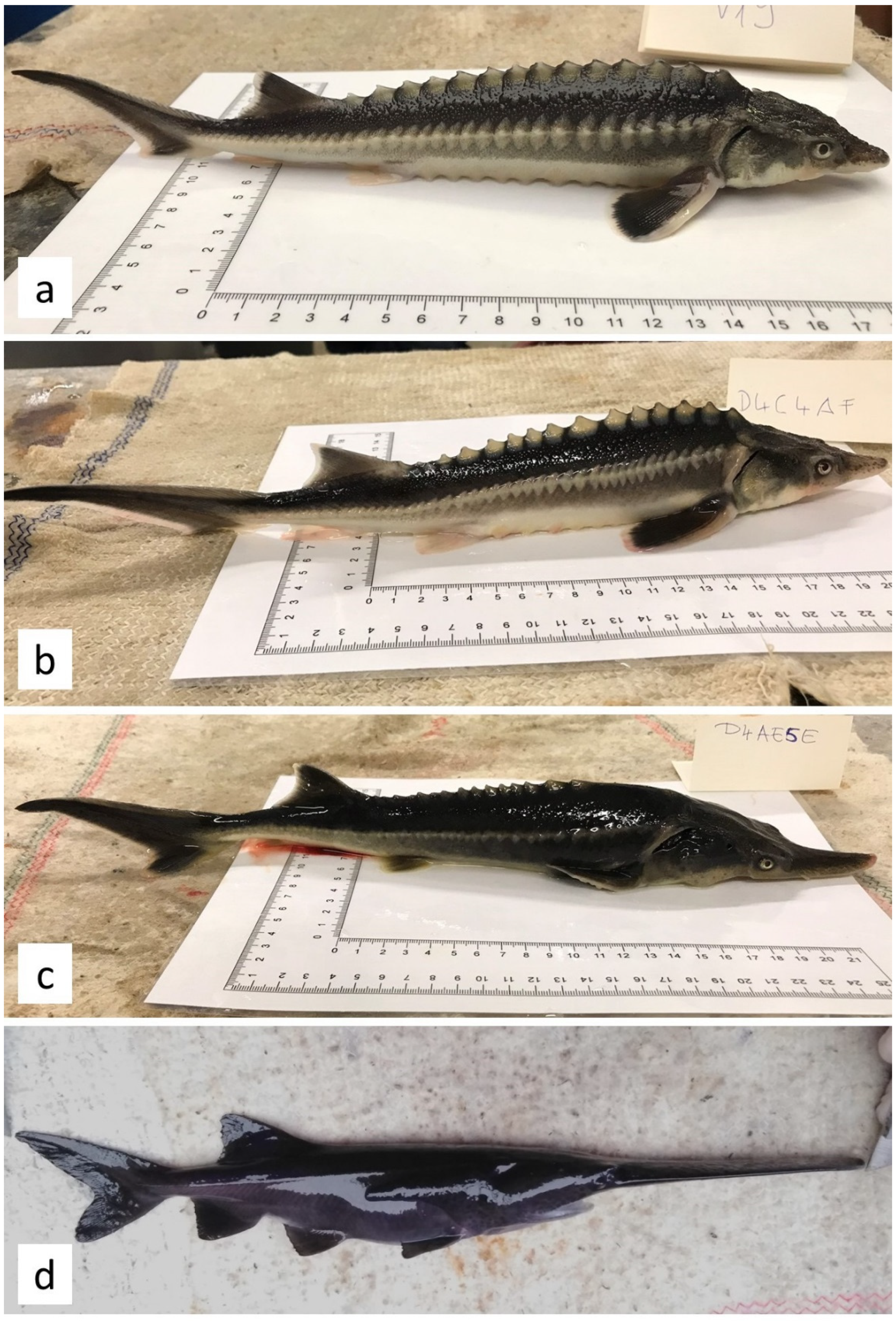
aはロシアチョウザメ、bはロシアチョウザメに近い雑種、cはヘラチョウザメに近い雑種、dはヘラチョウザメ

2020年、ロシアチョウザメ3匹の卵が本種4匹の精子と受精し、雑種が誕生した。稚魚の生存率は62 - 74%で、1年後には平均して1kgに成長した。これは魚における科間交配に成功した初めての例であった。チョウザメ科とヘラチョウザメ科の最後の共通祖先は、1億4,000万年前に存在していたと推定されている。

### 世界的な商業利用

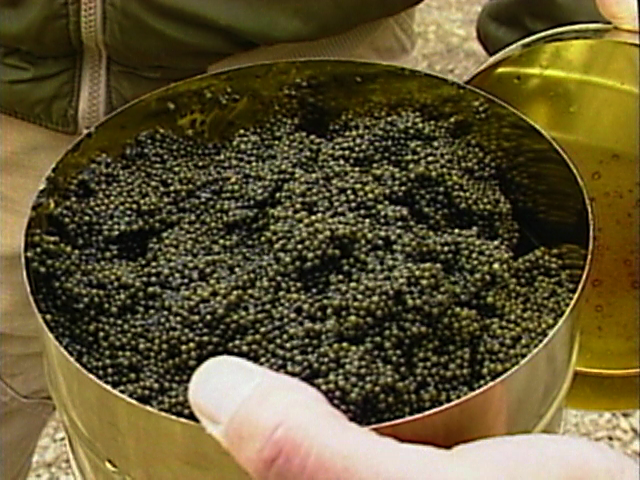
本種の卵の缶詰

1970年には、ヨーロッパとアジアのいくつかの川で本種が放流された。米国ミズーリ州の繁殖施設で孵化した仔魚5,000匹が、養殖利用のために旧ソ連に輸出されたのが始まりであった。1988年と1989年に繁殖に成功し、稚魚がルーマニアとハンガリーに輸出された。現在はウクライナ、ドイツ、オーストリア、チェコ共和国、ブルガリアで飼育されている。2006年5月には、ドナウ川の漁師によって複数個体が捕獲された。
1988年には、ミズーリ州の繁殖施設から受精卵と稚魚が初めて中国に持ち込まれた。それ以来、中国はロシアと米国の繁殖施設から毎年約450万個の受精卵と稚魚を輸入している。食用に養殖されてレストランに販売される場合もあれば、キャビア生産のために養殖される場合もある。中国で繁殖された個体がキューバに輸出され、そこで養殖が行われている。

### 釣り
スポーツフィッシングの対象となっており、自然個体群が存在しない地域では、持続可能な漁業を維持するために、州および連邦による再資源化プログラムが行われている。2009年時点では、アーカンソー州、イリノイ州、インディアナ州、アイオワ州、カンザス州、ケンタッキー州、ミシシッピ州、ミズーリ州、モンタナ州、ネブラスカ州、ノースダコタ州、オクラホマ州、サウスダコタ州、テネシー州でスポーツフィッシングが許可されている。本種は濾過摂食であり餌やルアーを食べない為、口に引っ掛けることによって釣る。カンザス州では2004年に65 kgの個体が、モンタナ州では1973年に体重64.6 kgの個体が捕獲された。ノースダコタ州では2010年に59 kgの個体が捕獲された。記録上最大の個体は1916年にアイオワ州で漁師によって捕獲され、全長2.2 m、推定体重90 kgであった。

## 脅威

### 生息地の破壊
本種の個体数は、主に乱獲と生息地の破壊によって劇的に減少した。2004 年にはIUCNのレッドリストにおいて絶滅危惧種に指定された。様々な影響により、今後10年または3世代以内に全体の個体数が少なくとも30％減少する可能性があるとされた。本種には網状流路のある大河川、動物プランクトンが豊富な三日月湖、産卵する砂利が必要であるが、ミズーリ川などにダムが建設された事で、上流への移動が妨げられた。堤防や流路変更工事により、重要な産卵と生育場所が破壊された。これにより放流したとしても、個体群が自立することは難しくなっている。

### 外来種との競合
ミシシッピ川、五大湖、その他中西部の河川にはカワホトトギスガイ(ゼブラガイ)という外来種の貝が侵入している。ゼブラガイは繁殖力が高く、爆発的に増加する。ゼブラガイは水から大量の植物プランクトンと動物プランクトンを濾過する為、本種を含む濾過摂食の生物の餌を枯渇させる可能性がある。ゼブラガイのベリジャー幼生は浮遊生活を行う為捕食されやすいが、捕食による減少はほとんど無い。

### 密猟と乱獲
キャビアの需要が高まる事で密猟が起こっており、本種の個体数減少の一因となっている。1980年代以降のイランに対する経済制裁により、高価で人気の高いカスピ海産のオオチョウザメキャビアの輸入が制限され、アメリカのチョウザメとヘラチョウザメが代替品として標的となった。
本種の卵は味、色、大きさ、食感を加工し、カスピ海産のオオチョウザメのキャビアに似せることが出来る。カスピ海産キャビアとして本種の卵が販売され、起訴された事例がいくつかある。野生個体の捕獲とその卵の取引は、州及び連邦によって厳しく規制されており、違反すると多額の罰金や懲役刑が課せられる事もある。ワシントン条約の付属書IIに記載されており、加工品なども含め国際取引には制限がある。

### 近縁種の絶滅事例
近縁種であるハシナガチョウザメの減少の主な理由は、乱獲、ダムの建設、生息地の破壊など、本種の減少の主な理由と類似している。生きたハシナガチョウザメが最後に目撃されたのは、2003年1月24日、長江でのことである。2006年から2008年にかけて、科学者たちはハシナガチョウザメの調査を実施した。数隻のボートを使用し、長江上流の保護区を中心とした488 kmの区間に4762本の定置網、111本の固定定置網、950本の流し網を配置したが、捕獲されることは無かった。水中音響装置も使用して水中の音を記録したが、存在は確認出来なかった。2005 年以前から2010 年までには絶滅したと考えられている。IUCNは2019年に絶滅したと評価し、2022年に正式に発表した。